# Antonov T-2M Maverick
Antonov T-2M Maverick là một loại tàu lượn siêu nhẹ của Ukraina, do công ty Antonov thiết kế chế tạo.

## Tính năng kỹ chiến thuật (T-2M)
Dữ liệu lấy từ Cliche
Đặc tính tổng quan
- Kíp lái: 1
- Sức chứa: 1 hành khách
- Diện tích cánh: 15,1 m2 (163 foot vuông)
- Trọng lượng rỗng: 170 kg (374 lb)
- Trọng lượng có tải: 352 kg (775 lb)
- Sức chứa nhiên liệu: 26 lít (5,7 gal Anh; 6,9 gal Mỹ)
- Động cơ: 1 × Rotax 582 , 48 kW (64 hp)

Hiệu suất bay
- Vận tốc hành trình: 89 km/h; 48 kn (55 mph)
- Vận tốc tắt ngưỡng: 45 km/h; 24 kn (28 mph)
- Vận tốc lên cao: 5,1 m/s (1.000 ft/min)